# Aegomorphus bicuspis
Aegomorphus bicuspis es una especie de escarabajo longicornio del género Aegomorphus,  subfamilia Lamiinae. Fue descrita científicamente por Germar en 1823.
Se distribuye por América del Sur, en Brasil. Mide 12-20 milímetros de longitud.